# Rezerwat przyrody Paraszyńskie Wąwozy
Rezerwat przyrody Paraszyńskie Wąwozy – leśny rezerwat przyrody na obszarze gminy Łęczyce (utworzony w 2001 roku, o powierzchni 55,22 ha). Północną i wschodnią granicę rezerwatu stanowią połacie leśne opadające w kierunku Pradoliny Redy-Łeby, zaś zachodnią i południową zalesione obszary pofałdowania morenowego. Ochronie rezerwatu podlega ekosystem leśno-źródliskowy. Występuje tu również podrzeń żebrowiec i storzan bezlistny. Najbliższe miejscowości to Paraszyno, Strzebielino.
Przez teren rezerwatu oraz wokół niego poprowadzono leśną ścieżkę edukacyjną „Wokół Rezerwatu”, tworzącą pętlę o długości około 4 km. Atrakcją turystyczną w pobliżu rezerwatu jest platforma widokowa na Jeleniej Górze (221 m n.p.m.), do której prowadzi trasa ścieżki edukacyjnej oraz oznaczone szlaki piesze – czerwony, zielony i żółty (ten ostatni szlak w większości pokrywa się z przebiegiem ścieżki edukacyjnej).